# Östra Tvärsen
Östra Tvärsen är en sjö i Rättviks kommun i Dalarna och ingår i Dalälvens huvudavrinningsområde. Sjön har en area på 0,761 kvadratkilometer och ligger 222,9 meter över havet. Sjön avvattnas av vattendraget Tvärsån.

## Delavrinningsområde
Östra Tvärsen ingår i det delavrinningsområde (675868-148203) som SMHI kallar för Mynnar i Ljugaren. Medelhöjden är 289 meter över havet och ytan är 18,25 kvadratkilometer. Det finns inga avrinningsområden uppströms utan avrinningsområdet är högsta punkten. Tvärsån som avvattnar avrinningsområdet har biflödesordning 4, vilket innebär att vattnet flödar genom totalt 4 vattendrag innan det når havet efter 286 kilometer. Avrinningsområdet består mestadels av skog (80 procent). Avrinningsområdet har 0,76 kvadratkilometer vattenytor vilket ger det en sjöprocent på 4,2 procent.